# Sursee-Triengen-Bahn
Die Sursee-Triengen-Bahn AG (ST) ist ein Schweizer Eisenbahnunternehmen mit Sitz in Triengen, im Kanton Luzern. Sie war Baugesellschaft ihrer namengebenden Stammstrecke, der normalspurigen Eisenbahnstrecke Sursee–Triengen und ist Eigentümerin selbiger. Vom Bundesamt für Verkehr (BAV) verfügt die ST über eine Netzzugangsbewilligung (NZB) und verwendet für ihre Eisenbahnfahrzeuge den zugewiesenen Fahrzeughaltercode (VKM) CH-ST.
Die 1912 eröffnete, rund 8,81 km lange Stammstrecke zweigt in Sursee von der SBB-Hauptstrecke Olten–Luzern ab und führt das Surental abwärts über Geuensee und Büron bis Triengen, wo sich Depot und Werkstätte befinden. Seit Oktober 2018 verfügt die ST über die Eisenbahninfrastruktur-Konzession (EBK) für den Streckenabschnitt Hinwil–Bäretswil, der von den SBB übernommen wurde, sowie seit Dezember 2018 den Streckenabschnitt Bäretswil–Bauma, der vom Dampfbahn-Verein Zürcher Oberland (DVZO) langfristig gepachtet wurde.

## Geschichte
| Dampfzug der ST unterwegs am 7. Mai 1988 |                      |                                 |                                 |
| Streckennummer (BAV): | 543                  |                                 |                                 |
| Streckenlänge: | 8,9 km               |                                 |                                 |
| Spurweite: | 1435 mm (Normalspur) |                                 |                                 |
| Maximale Neigung: | 15 ‰                 |                                 |                                 |
| Minimaler Radius: | 250 m                |                                 |                                 |
| |                      |                                 |                                 |
| \| \| \| SBB-Strecke von Luzern \| \| \| \| 0,00 \| Sursee \| Sursee \| \| \| 0,20 \| Strecke bis 1978 \| Strecke bis 1978 \| \| \| 0,37 \| SBB-Strecke nach Zofingen–Olten \| SBB-Strecke nach Zofingen–Olten \| \| \| 0,67 \| Anschlussgleis Münchrüti \| Anschlussgleis Münchrüti \| \| \| 1,38 \| Sursee Stadt \| Sursee Stadt \| \| \| 1,65 \| Anschlussgleis \| Anschlussgleis \| \| \| 2,04 \| Sursee Wassermatte \| Sursee Wassermatte \| \| \| \| Fehlerprofil +0,11 \| \| \| \| \| \| \| \| \| \| Chommlibachstrasse \| \| \| \| 2,58 \| Anschlussgleis \| Anschlussgleis \| \| \| 3,75 \| Geuensee \| Geuensee \| \| \| 5,77 \| Büron-Bad Knutwil \| Büron-Bad Knutwil \| \| \| 8,81 \| Triengen-Winikon \| Triengen-Winikon \| |                      |                                 |                                 |
| Strecke |                      | SBB-Strecke von Luzern          | SBB-Strecke von Luzern          |
| Bahnhof | 0,00                 | Sursee                          | Sursee                          |
| Verschwenkung nach links und ehemals nach rechts | 0,20                 | Strecke bis 1978                | Strecke bis 1978                |
| Strecke (außer Betrieb) · Abzweig geradeaus und nach links | 0,37                 | SBB-Strecke nach Zofingen–Olten | SBB-Strecke nach Zofingen–Olten |
| Strecke (außer Betrieb) · Abzweig geradeaus und nach rechts | 0,67                 | Anschlussgleis Münchrüti        | Anschlussgleis Münchrüti        |
| Bahnhof (Strecke außer Betrieb) · Strecke | 1,38                 | Sursee Stadt                    | Sursee Stadt                    |
| Strecke (außer Betrieb) · Abzweig geradeaus und nach links | 1,65                 | Anschlussgleis                  | Anschlussgleis                  |
| Strecke (außer Betrieb) · Blockstelle | 2,04                 | Sursee Wassermatte              | Sursee Wassermatte              |
| Kilometer-Wechsel (Strecke außer Betrieb) · Strecke |                      | Fehlerprofil +0,11              | Fehlerprofil +0,11              |
| Verschwenkung von links und ehemals von rechts |                      |                                 |                                 |
| Bahnübergang |                      | Chommlibachstrasse              | Chommlibachstrasse              |
| Abzweig geradeaus und nach links | 2,58                 | Anschlussgleis                  | Anschlussgleis                  |
| Bahnhof | 3,75                 | Geuensee                        | Geuensee                        |
| Bahnhof | 5,77                 | Büron-Bad Knutwil               | Büron-Bad Knutwil               |
| Kopfbahnhof Streckenende | 8,81                 | Triengen-Winikon                | Triengen-Winikon                |

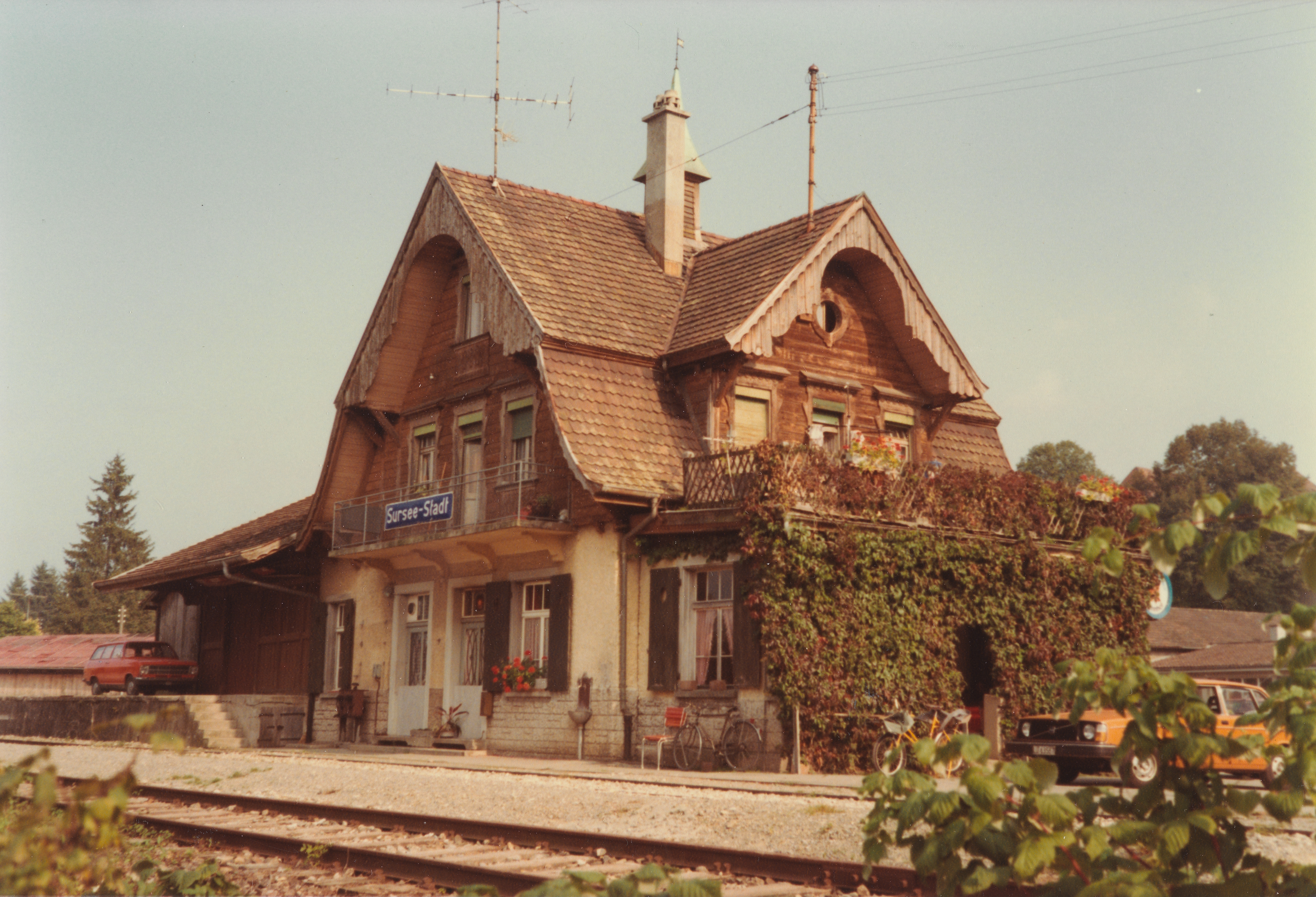
Stationsgebäude Sursee Stadt (1992)

Bestrebungen, das Surental mit einer durchgehenden Schienenverbindung zu erschliessen, reichen bis zur Mitte des 19. Jahrhunderts zurück. Die Gemeinden des Tals setzten sich bei der Schweizerischen Centralbahn (SCB) dafür ein, dass ihre Nord-Süd-Hauptachse von Liestal durch einen Schafmatt-Tunnel nach Aarau und weiter über Sursee nach Luzern führen solle. Die SCB entschied sich jedoch für den Bau der Strecke durch den Hauensteintunnel und über Olten. Ein weiteres Projekt einer durchgehenden Surentalbahn gab es 1872; es war aber an die Schweizerische Nationalbahn gekoppelt und fiel bei deren Konkurs dahin.
1899 erhielt ein Aargauer Komitee die Konzession für den Bau einer Schmalspurbahn von Aarau nach Schöftland. Sechs Jahre zuvor hatte ein Luzerner Komitee ebenfalls eine Konzession erhalten, jedoch für eine Normalspurbahn. Die zwei konkurrierenden Komitees strebten danach, vor ihren Gegenspielern die benötigten Geldmittel aufzutreiben. Die Aargauer waren schneller und eröffneten am 19. November 1901 die Aarau-Schöftland-Bahn (AS, heute Teil der Wynental- und Suhrentalbahn).
Gegen die Verlängerung der AS über Schöftland hinaus regte sich im Luzerner Surental Widerstand. Insbesondere die Gemeinde Triengen vertrat die Meinung, dass eine Schmalspurbahn kapazitätsmässig nicht genüge. Die Luzerner hielten unbeirrt an einer Normalspurbahn fest, das Post- und Eisenbahndepartement konnte keine Einigung zwischen den verhärteten Fronten erzielen. Schliesslich wurde am 23. November 1912 nach kurzer Bauzeit die Sursee-Triengen-Bahn (ST) eröffnet. Zwischen Schöftland und Triengen bestand nun eine elf Kilometer lange Lücke. An eine Verknüpfung beider Strecken war nicht zu denken, denn sie unterschieden sich nicht nur in der Spurweite, sondern auch in der Art der Traktion – die ST ist bis heute nie elektrifiziert worden und stellt damit in der Schweiz ein Kuriosum dar.
Ab 1924 verkehrten Postautos zwischen Schöftland und Triengen. Von 1905 bis 1945 wurden insgesamt 29 Gutachten über einen Lückenschluss erstellt, von denen keines Projektreife erlangte. 1953 erschien eine Grundlagenstudie, die von den Aargauer und Luzerner Gemeinden gemeinsam in Auftrag gegeben worden war und somit realistische Chancen auf Verwirklichung hatte. Geplant waren die Verlängerung der AS nach Triengen und die Umspurung der ST auf Schmalspur. Das Eidgenössische Amt für Verkehr (EAV) lehnte aber 1956 eine finanzielle Beteiligung ab und zog eindeutig eine Busverbindung Schöftland–Sursee vor. In der Folge kam es zu Protestkundgebungen, wovon sich das EAV zunächst unbeeindruckt zeigte. Daraufhin reichten die Kantone Aargau und Luzern ein Konzessionsgesuch ein. Als eine weitere Kundgebung in Schöftland mit 10'000 Teilnehmern für zusätzlichen politischen Druck sorgte, lenkte das EAV ein. Im März 1963 stellte der Bundesrat dem Parlament den Antrag, der Konzession zuzustimmen, was dieses im September desselben Jahres auch tat.
Als es an die Detailplanung ging, zeigte sich rasch, dass mit weitaus höheren Kosten zu rechnen war. Anstatt der budgetierten 15 Millionen Franken waren nun 40 Millionen notwendig. Daraufhin begann die Unterstützung für das Projekt allmählich zu schwinden. Mit dem Amtsantritt von Bundesrat Roger Bonvin im Jahr 1968, der auch für das EAV zuständig war, schlug die Stimmung komplett um, und die Bundesbehörden strebten nun energisch einen Busbetrieb an. Dieser wurde am 26. September 1971 zunächst provisorisch zwischen Schöftland und Sursee aufgenommen und nach einer dreijährigen Testphase definitiv eingeführt.
Im Zuge des Baus der Nationalstrasse N2 und der vierspurigen Suhrentalstrasse als Zubringer zum Anschluss Sursee wurde 1978 die Linienführung geändert. Ursprünglich führte die Strecke ab Sursee SBB in eine nach rechts beginnende, enge S-Kurve entlang der Industriestrasse, die unmittelbar nördlich des heutigen Surseepark II in eine Linkskurve wechselte, in welcher nach der Suhrebrücke die Station Sursee-Stadt lag, ehe die Strecke in eine Gerade überging, die mit der Suhrentalstrasse überbaut wurde. Mit der Verlegung der Strecke übernahm diese knapp 200 Meter nördlich die Ausfädelung der Anschlussgleisanlage Münchrüti (Industriegebiet und Zeughausareal), und zweigt von dieser 300 Meter weiter in einer gestreckten Rechtskurve ab, unterquert die Autobahn und folgt dieser auf der Nordseite bis vor den Anschluss Sursee, wo in einer Linkskurve die alte Trasseeführung erreicht wird. An die alte Streckenführung erinnern das erhaltene Aufnahmegebäude von Sursee-Stadt, welches das Restaurant Bahnhöfli beherbergt, sowie der in Teilen erhaltene Bahnhöfliweg. Andere Trasseeteile wurden mit der Stadthalle und der Erweiterung der Sekundarschule überbaut.
Im Mai 2009 veröffentlichte die ETH Zürich eine von der ST in Auftrag gegebene Studie zur Wiedereinführung des Personenverkehrs. Die Gemeinde Triengen steht diesem Vorhaben ablehnend gegenüber, da die Siedlungen durch die Buslinie besser erschlossen sind und die Gemeinde sich zudem an einem allfälligen Defizit des Betriebes beteiligen müsste.
Von den ausgegebenen 1809 Inhaberaktien à 500 Franken hielt der Kanton Luzern 839 Aktien und war damit grösster Einzelaktionär (46,38 %) des Unternehmens. Zu Zeiten als die Bahn im Personenverkehr eine öffentliche Aufgabe erfüllte wurden die Aktien dem kantonalen Verwaltungsvermögen zugewiesen; erst 2012 wurden die Aktien ins Finanzvermögen übertragen, nachdem der Personenverkehr bereits 1971 eingestellt worden war. Insgesamt 50 Jahre nach Einstellung des Personenverkehrs entschied der Kanton Luzern im Jahr 2021, in Absprache mit der ST, die Aktien zu verkaufen. Interessierte konnten sich bei der ST für den Kauf von zwei bis 50 vinkulierten Namenaktien vormerken lassen, die mit Verkauf vom Kanton an die ST auf Anfang 2022 verfügbar waren.

## Betrieb
Die Eisenbahnstrecke Sursee–Triengen wird insbesondere im regionalen Güterverkehr genutzt. Grösster Kunde der ST ist SBB Cargo. Im Güterverkehr bedienen jährlich rund 600 Zugspaare die Dienststation Wassermatte zur Bedienung des Zentrallagers von Otto’s, weitere 200 Zugspaare bedienen Güterverkehrskunden in Büron.
Im Sommerhalbjahr bietet jeweils am letzten Sonntag im Monat die ST nostalgische Dampffahrten an.

## Rollmaterial
| Baureihe                                                                               | Baureihe         | Hersteller       | Baujahr          | Herkunft         | Stückzahl        | Stückzahl        | Ausrangiert      | Bemerkungen                              |
| Serie                                                                                  | Nummern          | Hersteller       | Baujahr          | Herkunft         | total            | heute            | Ausrangiert      | Bemerkungen                              |
| Dampflokomotiven                                                                       | Dampflokomotiven | Dampflokomotiven | Dampflokomotiven | Dampflokomotiven | Dampflokomotiven | Dampflokomotiven | Dampflokomotiven | Dampflokomotiven                         |
| -------------------------------------------------------------------------------------- | ---------------- | ---------------- | ---------------- | ---------------- | ---------------- | ---------------- | ---------------- | ---------------------------------------- |
| E 2/2                                                                                  | 1                |                  | 1912             |                  | 2                | 0                | 1963             |                                          |
| E 2/2                                                                                  | 2                | 1962             | 1912             |                  | 2                | 0                |                  |                                          |
| Ed 3/3                                                                                 | 1                | SLM              | 1932             | VHB (1960)       | (M)01            | 0                | 1965             | Mietlokomotive                           |
| E 3/3                                                                                  | 3                | SLM              | 1907             | SBB (1961)       | (Üb)04           | 0                | 1962             | ex SBB E 3/3 8477                        |
| E 3/3                                                                                  | 4                | SLM              | 1909             | SBB (1962)       | (Üb)04           | 0                | 1964             | ex SBB E 3/3 8488                        |
| E 3/3                                                                                  | 5                | SLM              | 1907             | SBB (1963)       | (Üb)04           | 1                |                  | ex SBB E 3/3 8479                        |
| E 3/3                                                                                  | 8522             | SLM              | 1913             | SBB (1964)       | (Üb)04           | 1                |                  | ex SBB E 3/3 8522                        |
| Dampftriebwagen                                                                        |                  |                  |                  |                  |                  |                  |                  |                                          |
| FZm 1/2                                                                                | 11               | SLM/SIG          | 1918             |                  | 1                | 0                | 1961             |                                          |
| Reisezugwagen                                                                          |                  |                  |                  |                  |                  |                  |                  |                                          |
| AB2                                                                                    | 1                | SIG              | 1912             |                  | 1                | 0                | 1968             |                                          |
| B2                                                                                     | 2                | SWS              | 1911             | MThB (1965)      | (Üb)01           | hist.01          | 1997             | ex MThB B 102; an HSTB verkauft          |
| B2                                                                                     | 2                | SWS              | 1911             | HSTB (2018)      | (Üb)01           | hist.01          |                  | Rückübernahme, nicht betriebsfähig       |
| B3                                                                                     | 3                | SWS              | 1906             | SBB (1965)       | (Üb)02           | 2                |                  | ex SBB C3 8397 > 8464                    |
| B3                                                                                     | 4                | SWS              | 1905             | SBB (1965)       | (Üb)02           | 2                |                  | ex SBB C3 8490 > 8555                    |
| B2                                                                                     | 21               | SIG              | 1912             |                  | 2                | 0                | 1966             |                                          |
| B2                                                                                     | 22               | SIG              | 1912             | 1968             | 2                | 0                |                  |                                          |
| BC4                                                                                    | 41               | SCB              | 1885             | SBB (1913)       | (Üb)01           | 0                | ?                | ex SCB 377, SBB 4987; Verbleib unbekannt |
| AB                                                                                     | 42               |                  | 1962             | SBB (1987)       | (Üb)01           | hist.01          |                  | an EV abgegeben                          |
| ABi                                                                                    | 43               | SWS              | 1948             | BN (1987)        | (Üb)01           | 1                |                  | ex BN ABi                                |
| SRi                                                                                    | 44               | SWS              | 1946             | BN (1988)        | (Üb)01           | 1                |                  | ex BN Bi 20-03 093                       |
| WR3                                                                                    | 34               | SWS              | 1912             | SBB (2000)       | (Üb)01           | 1                |                  | ex SBB 96-32 506 (Rottenwagen)           |
| DZ2                                                                                    | 51               | SIG              | 1912             |                  | 1                | 0                | 1971             |                                          |
| DZi3                                                                                   | 52               | SIG              | 1908             | PTT (1965)       | (Üb)01           | 0                | 1972             | ex PTT 613                               |
| D2                                                                                     | 53               | SIG              | 1891             | PTT (1972)       | (Üb)01           | 0                | 1997             | ex PTT Z2 789; an CSG verkauft           |
| D3                                                                                     | 54               | SIG              | 1906             | SBB (1987)       | (Üb)01           | 1                |                  | ex SBB F3                                |
| Rangierlokomotiven und Traktoren                                                       |                  |                  |                  |                  |                  |                  |                  |                                          |
| Em 2/2                                                                                 | 1                | SIG/BBC          | 1965             |                  | 1                | 1                |                  | «Lisi»                                   |
| Em 2/2                                                                                 | 2                | SLM/MAN          | 1976             |                  | 1                | 0                | 2006             | an SBBC verkauft                         |
| TmII                                                                                   | 797              | RACO             | 1955             | DSF (2019)       | (Üb)01           | 1                |                  | ex SBB TmII 797                          |
| TmIII                                                                                  | 9456             | RACO             | 1986             | SBB (2011)       | (Üb)01           | 1                |                  | ex SBB TmIII 9456                        |
| Güterwagen                                                                             |                  |                  |                  |                  |                  |                  |                  |                                          |
| K2                                                                                     | 451–454          | SIG              | 1912             |                  | 4                | 0                | 1966             | ex K2 401–404                            |
| X                                                                                      | 455              | ACMV             | 1971             | SBB (2005)       | (Üb)01           | 1                |                  | ex SBB Hbis                              |
| L4                                                                                     | 461–462          | SIG              | 1912             |                  | 2                | 0                | 1964             | ex L4 501–502                            |
| M4                                                                                     | 471–472          | SIG              | 1912             |                  | 2                | 0                | 1966             | ex M4 601–602                            |
| S                                                                                      | 701              | SCB              | 1874             | SBB (1967)       | (Üb)01           | 0                | 1986             | ex SBB 82030                             |
| S                                                                                      | 702              | SIG              | 1920             | SBB (1986)       | (Üb)01           | 1                |                  | ex SBB M (32-05 070)                     |
| K2                                                                                     |                  | SIG              | 1916             | SBB (1996)       | (Üb)01           | P                |                  | ex Nestlé; Dampfbahnverein Surental      |
| Draisine                                                                               |                  |                  |                  |                  |                  |                  |                  |                                          |
| Dm 1/2                                                                                 |                  | ST               | 1981             |                  | 1                | 1                |                  | «Luise», motorisierter Rollwagen         |
| Sonderfahrzeuge (Team 3652)                                                            |                  |                  |                  |                  |                  |                  |                  |                                          |
| Dm                                                                                     | 3652             | Condor           | 1947             | SBB (1987)       | (Üb)01           | P                |                  | Draisine, ex SBB Dm 3652                 |
| SRC2                                                                                   | 36521            | Team 3652        | 2008             |                  | 1                | P                |                  | Rollwagen zu Dm 3652                     |
| Üb = Übernahme aus fremden Bestand (Gebrauchtfahrzeug); Um = Umbau aus eigenem Bestand |                  |                  |                  |                  |                  |                  |                  |                                          |

Erläuterungen
- Em 2/2 2 (1976)
Rangiertraktor der Bauart SBB TmIV. Mit Übernahme des Güterverkehrs durch SBB Cargo wurde der Traktor ab 2000 an selbige vermietet und im April 2006 schliesslich verkauft und als TmIV 8701 eingereiht. Von SBBC wurde das Fahrzeug per 31. Dezember 2010 ausrangiert und 2012 an Widmer Rail Services (WRS) verkauft.
- K2 (1916)
ursprünglich bei den SBB und Nestlé im Einsatz. Das Fahrzeug ist im Privatbesitz des Dampfbahnvereins Surental, welcher auf der ST Nostalgiefahrten durchführt.
- Zi3 424 (1908, SIG)
Der Postwagen war als Leihgabe von Classic Rail längere Zeit in Triengen und Geuensee abgestellt; Ende 2010 wurde er an «Swisstrain» weitergereicht.

## Trivia
Für das Remake des Kino-Klassikers «Mord im Orient-Express» fanden im März 2017 auf der Strecke Sursee-Triengen Filmaufnahmen mit der französischen Dampflokomotive SNCF 241 A 65 statt. Die im Film mitspielenden Johnny Depp, Michelle Pfeiffer und Penélope Cruz waren bei den Dreharbeiten nicht anwesend.